# Kamjanský rajón (Čerkaská oblast)
Kamjanský rajón (ukrajinsky Кам'янський район) byl rajón v Čerkaské oblasti na Ukrajině. Hlavním městem byla Kamjanka a rajón měl přibližně 26 tisíc obyvatel.

## Sídla v rajónu
- Kamjanka